# 만포철교
만포철교,(滿浦鐵橋, 중국어 간체자: 集安鸭绿江国境铁路大桥) 또는 지안-압록강국경철도대교는 조선민주주의인민공화국 만포시와 중화인민공화국 지린성을 연결하는 다리이다. 압록강변에 위치해 있다. 

## 상세
한국 전쟁 당시, 만포철교는 중국인민지원군의 병력과 물자를 이동하기 위해서 사용되었다. 여러 번의 폭격이 있었지만 무너지지 않았다.

## 사진

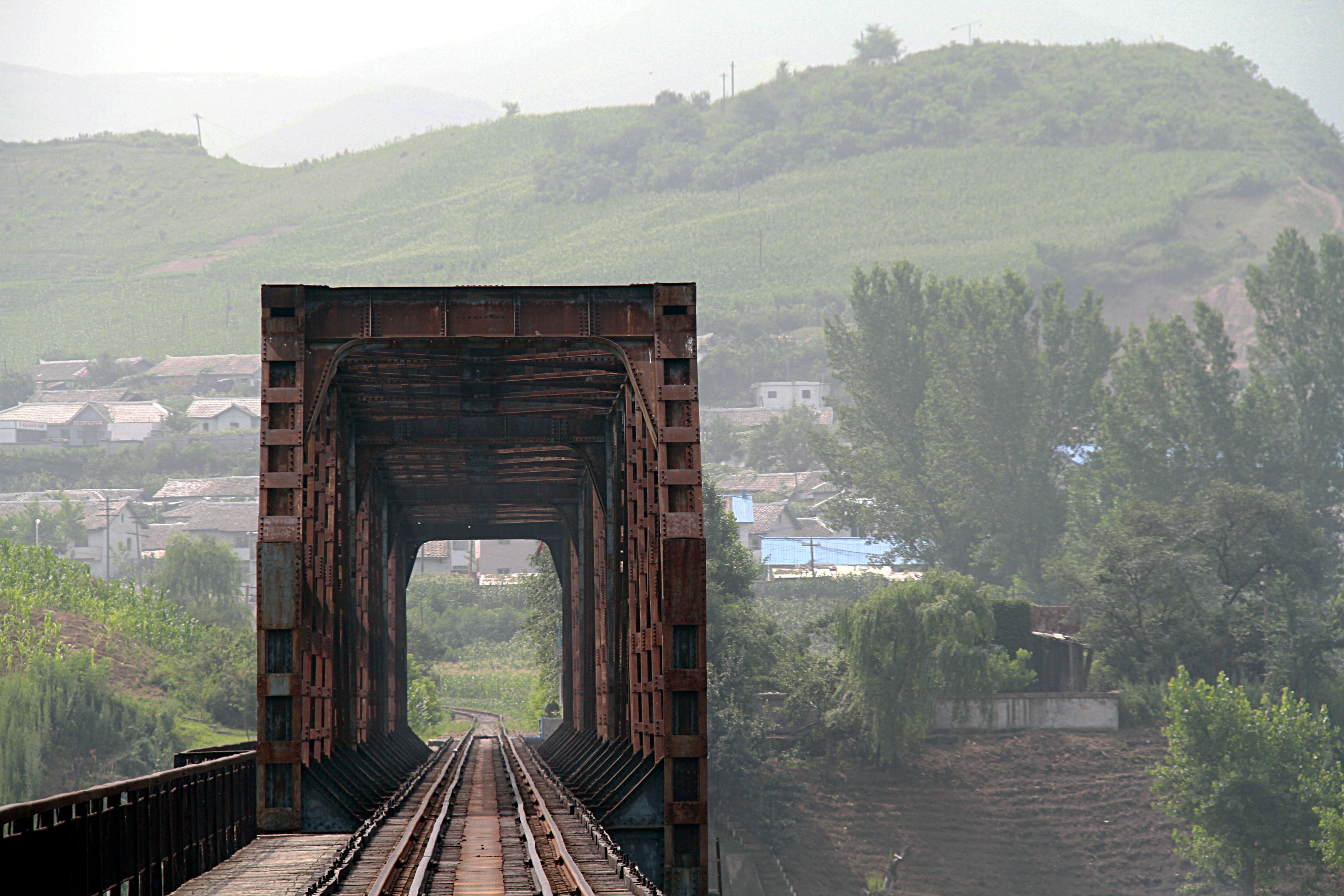
만포철교 진입로 모습
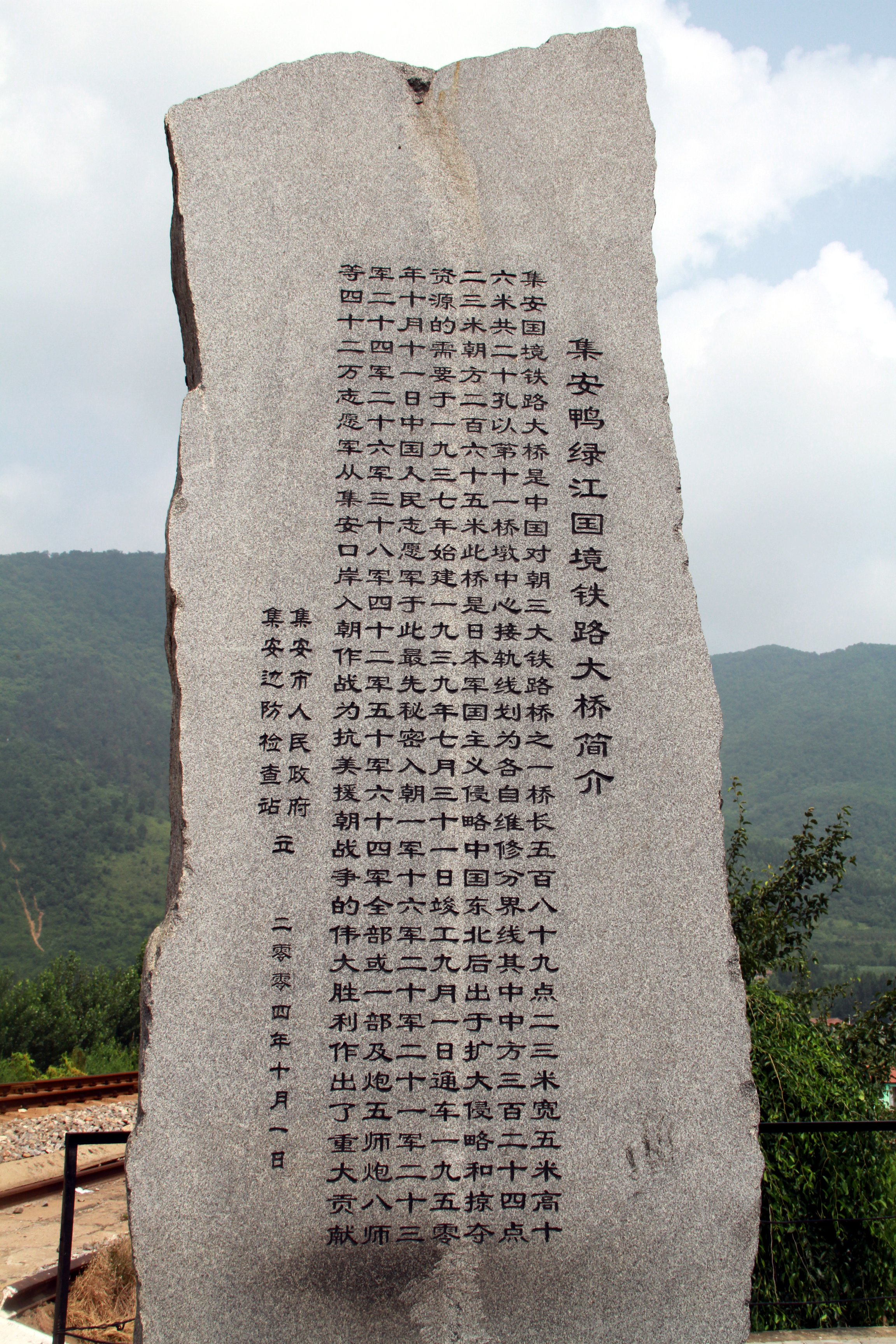
중국의 만포철교 비석
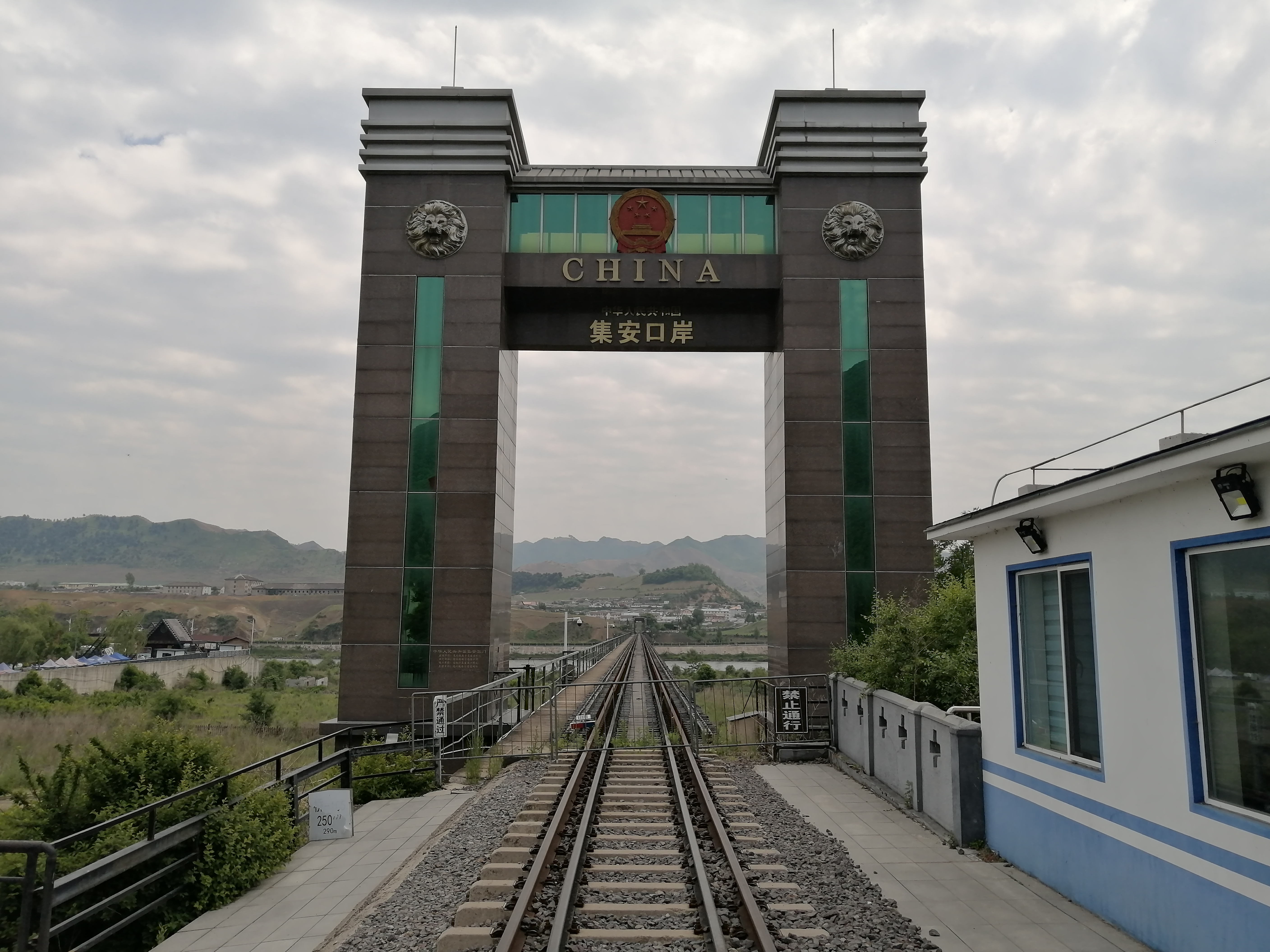
중국의 만포철교 진입로 모습
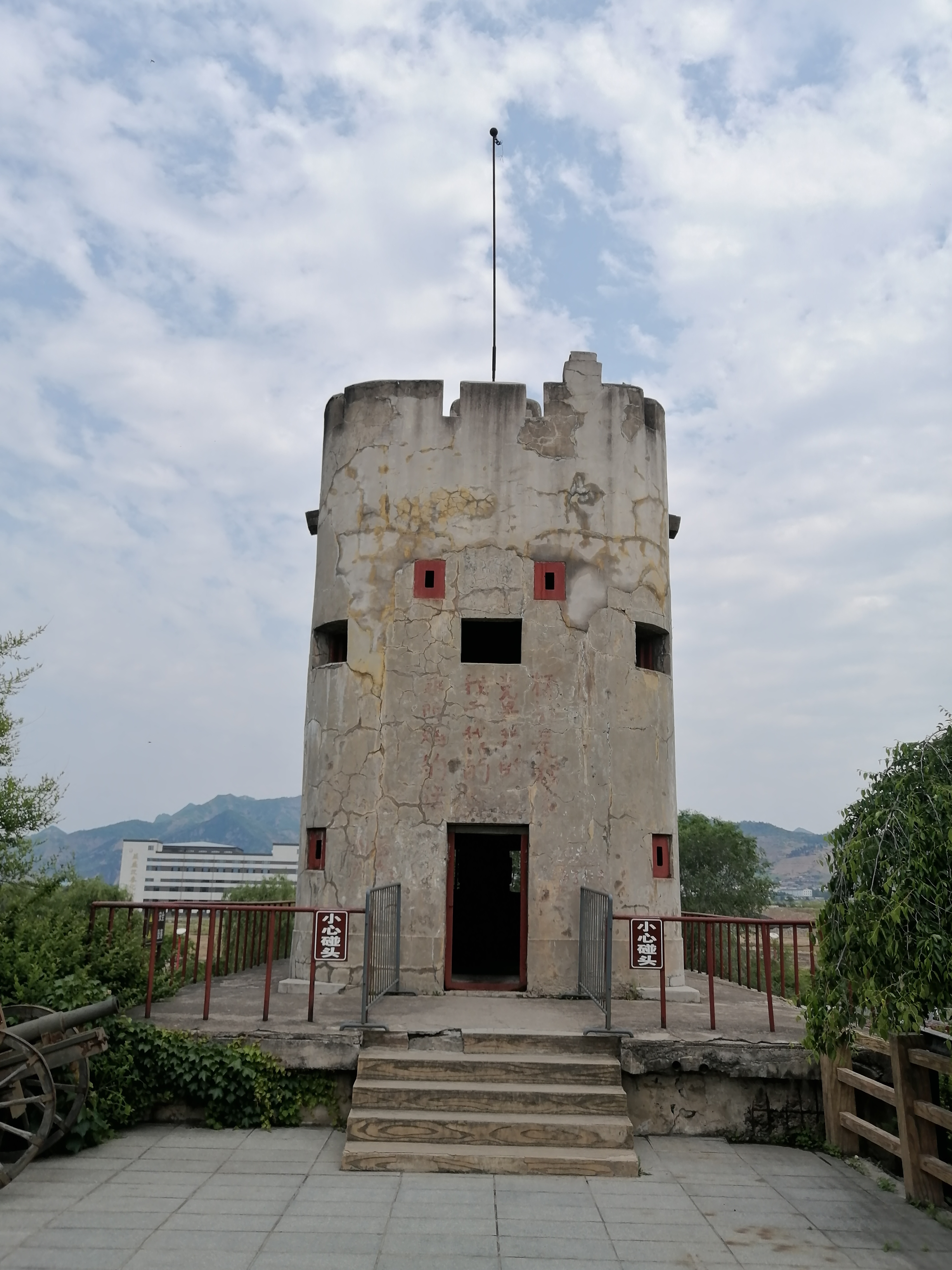
일본군이 구축한 포탑
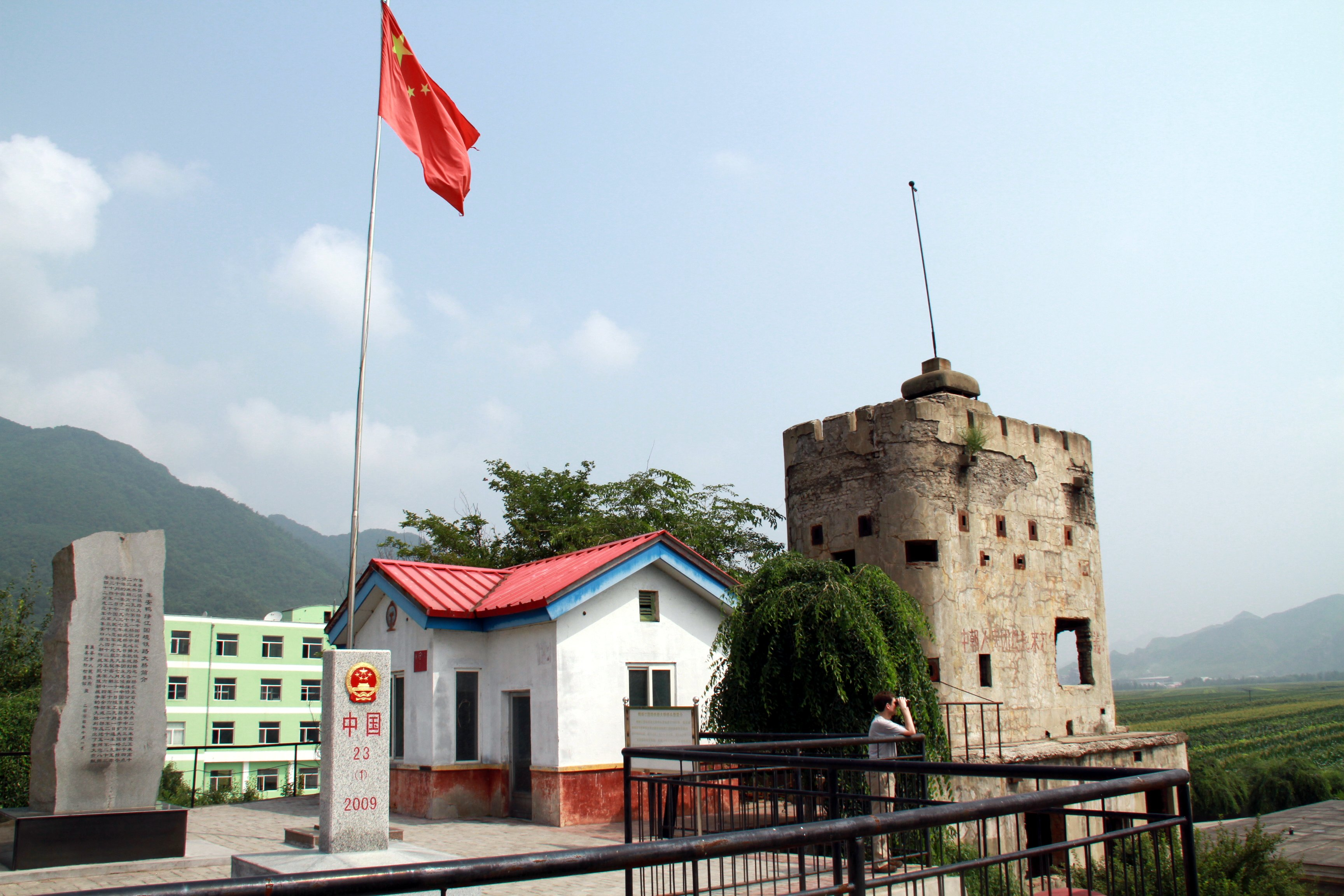
중국의 만포철교 국경검문소

<onlyinclude>